# كيم ولز
كيم ولز (بالإنجليزية: Kim Wells)‏ هو محاسب وسياسي أسترالي، ولد في 6 أغسطس 1958 في أستراليا. حزبياً، نشط في حزب أستراليا الليبرالي (الفرع الفيكتوري) ‏. وقد انتخب عضو الجمعية التشريعية فيكتوريا عن دائرة Electoral district of Rowville ‏ (3 أكتوبر 1992 – ).